# Ignacio Vilar
Ignacio Vilar, de nombre completo Xosé Ignacio Vilar Díaz, (Petín, Orense, Galicia) es un director de cine, guionista y productor español. Toda su obra se desarrolla en Galicia y la mayoría de sus películas se ruedan en gallego.

## Biografía
Creció en la aldea gallega de Castrofolla, en la comarca de Valdeorras, donde su relación con la naturaleza, la vida en la aldea y las historias contadas alrededor del fuego de la lareira despertaron y alimentaron su pasión por el cine. Pasa su adolescencia interno en un colegio de Orense y a los dieciocho años se trasladó a Barcelona donde colaboró en la fundación de una escuela de cine en la Universidad Central, en la que se estudiaban los grandes clásicos del cine, el montaje, la dirección de actores, y el rodaje de documentales y cortometrajes. En paralelo inició un proyecto de difusión de películas por los barrios de Barcelona y los pueblos y aldeas de Cataluña. En 1989 ganó el Premio Carlos Velo por su guion Ollo Birollo y decidió regresar a Galicia donde fundó la productora Vía Láctea Filmes.
En Galicia dirige y produce largometrajes y cortometrajes en 35 mm y Betacam digital, documentales y series documentales para televisión, todos enfocados desde una clara apuesta local. En 2014, su quinto largometraje, A esmorga, basado en la novela homónima de Eduardo Blanco Amor, constituyó un hito en la cinematografía gallega al batir récords de taquilla y recibir una muy buena acogida de público y crítica. Fue la primera película rodada en gallego nominada a un premio Goya, el de Mejor Guion Adaptado. En septiembre de 2021 publicó el guion de su película Aura 1964 antes de rodarla.
Ignacio Vilar fue recompensado con el Premio da Cultura Galega de la Junta de Galicia en 2015 por su compromiso con la promoción de la lengua y cultura gallega. Participa con frecuencia en conferencias, medios de comunicación y festivales internacionales, y sus obras son objeto de estudio en institutos y universidades.

## Filmografía

### Largometrajes
- Ilegal (2002)
- Pradolongo (2008)
- Vilamor (2012)
- A esmorga (2014)
- Sicixia (2016)
- María Solinha (2020)

### Cortometrajes
- Edipo y Techné (1998)
- O Cambio (1998)
- Disonancias (1999)

### Documentales
- Polisóns (1999)
- A aldea, o antigo e o novo (2000)
- A vangarda histórica galega (serie TV) (2001-2002)
- Un bosque de música (2004)
- Sempre Xonxa en Petín (2005)

### Guiones
- Aura 1964 (2021).[5]

## Premios y nominaciones

### Premios Mestre Mateo
| Año  | Categoría                     | Película   | Resultado |
| ---- | ----------------------------- | ---------- | --------- |
| 2002 | Mejor guion                   | Ilegal     | Nominado  |
| 2002 | Mejor dirección de producción | Ilegal     | Nominado  |
| 2008 | Mejor director                | Pradolongo | Nominado  |
| 2014 | Mellor director               | A esmorga  | Nominado  |
| 2014 | Mellor guion                  | A esmorga  | Nominado  |

### Premios Goya
| Año  | Categoría            | Película  | Receptor                    | Resultado |
| ---- | -------------------- | --------- | --------------------------- | --------- |
| 2015 | Mejor guion adaptado | A esmorga | Carlos Asorey Ignacio Vilar | Nominados |

### Festival de Cine de España de Toulouse
| Año  | Categoría      | Película  | Receptor      | Resultado |
| ---- | -------------- | --------- | ------------- | --------- |
| 2015 | Mejor director | A esmorga | Ignacio Vilar | Ganador   |